# Владимир Рашић
Владимир Рашић (рођен 1945) је српски сликар.

## Биографија
Рођен је 1945. године у Нишу. Завршио је постдипломске студије на Факултету ликовних уметности Универзитета уметности у Београду. Самостално је излагао у Београду 1974, учествовао је у групним изложбама Удружења ликовних уметника Србије 1969—1971. и 1973, изложбама ликовне колоније Струмица 1969—1971, Ликовним сусретима у Суботици 1970—1972, изложбама Октобарског салона 1971. и 1972. и изложби „Војници ликовни уметници” 1973. године. Добитник је награде колоније младих у Ивањици 1969. и откупне награде на Октобарском салону 1971. године.